# Lesjöfors (företag)

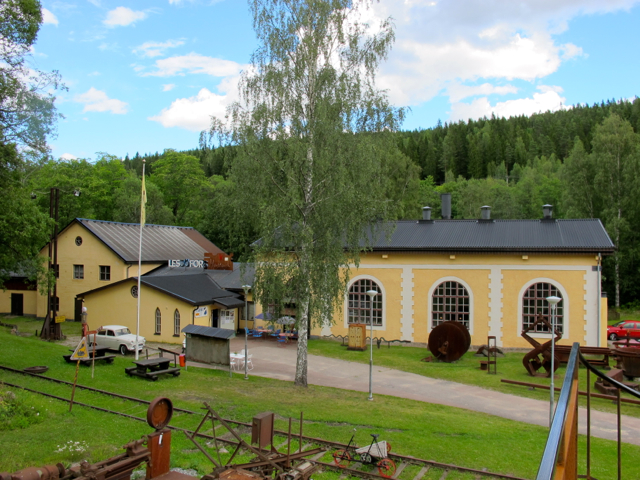
Lesjöfors museum visar Lesjöfors AB:s historia

Lesjöfors AB var ett verkstadsindustriföretag i Lesjöfors. Bolaget blev bland annat känt för sin tillverkning av fjädrar. Lesjöfors AB bildades 1867 men räknade sin verksamhet tillbaka till 1675 års privilegiebrev för en hammarsmedja vid Lesjö strömmar. Bolaget upphörde 1985 men delar av koncernen bildade nya bolag, bland annat Lesjöfors fjädrar.
Denna artikel omfattar också Lesjöfors Bruk före Lesjöfors AB:s bildande 1867. Under Lesjöfors uppgång med Gustav Ekman skedde en omfattande utveckling av bruket från ett vanligt litet järnbruk vid en fors. Ur svensk och europeisk synvinkel var redan bruket stort när Lesjöfors AB bildades 1867.

## Historia
Lesjöfors bruk hade sitt ursprung i Dalkarlssjöhyttan som byggts av svedjebrukande finnar på en plats väster om dagens Lesjöfors. Ett privilegiebrev för uppförande av en masugn vid Dalkarlssjön utfärdades 1642. Masugnen stod färdig för drift 1648. 1675 utfärdades ett privilegiebrev för uppförande av en hammarsmedja vid Lesjö strömmar som då var en närmast obebodd trakt, och denna stod färdig 1680. De första 150 tillverkades stångjärn och tackjärn levererades från Dalkarlssjöhyttan och Långban. Under 1700-talet startades ett gjuteri.

### Lesjöfors uppgång

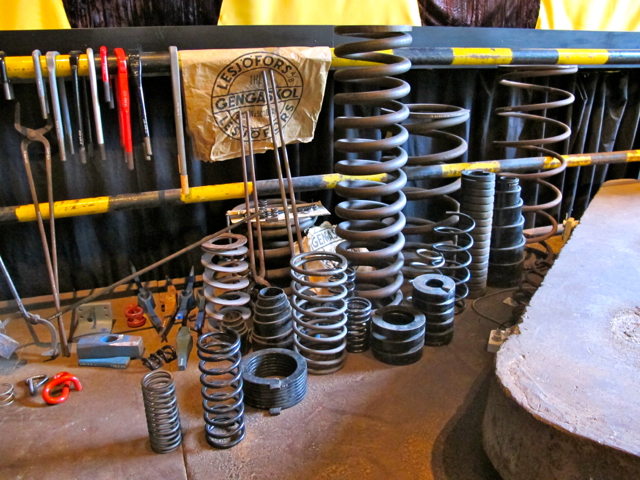
Fjädrar från Lesjöfors AB på Lesjöfors museum

Tillsammans med Gustaf Rudolf Prytz köpte Gustaf Henric Ekman 1813 Lesjöfors järnbruk i Värmland. Familjen Ekman hade även ägarintressen i Rämmens bruk. De drev detta tillsammans till 1833, då Prytz blev köpt ut och Ekmans äldste son Gustaf Ekman övertog som förvaltare av bruket. Bruket övertogs 1817 av firman Ekman & co. och 1831 infördes här lancashireprocessen i Sverige av Gustaf Ekman. Lesjöfors bruk kom under mitten av 1800-talet att utvecklas till ett av de främsta järnverken i Sverige. Ekmans roll var revolutionerande och produktion ökades. Vid bruket var även Johan August Brinell verksam. 1852 börjar företagets signum, fjädrar, att tillverkas och tråddragerier och linslagerier tas i bruk åren 1853–1856. Lesjöfors var Sveriges första tillverkare av industrifjädrar. 1854 byggs det första valsverket. Lesjöfors utvecklades till Sveriges ledande tillverkare av industrifjädrar. Bolages rekylfjädrar som bland annat levererades till Bofors blev en av bolagets viktigaste produkter.
Lesjöfors AB bildades 1867. 1871 anlade bruket sin första martinugn. Ett annat viktigt steg kom 1888 då Inlandsbanans sträckning genom Lesjöfors till Kristinehamn invigdes. Lesjöfors undvek bruksdöden under slutet av 1800-talet då 75 procent av bruken i Bergslagen lades ned. Under perioden utökades också sågsverksrörelsen. Familjen Ekmans ägande bröts 1915. Bruket drabbades av följderna av första världskriget med inflation och kris. Under perioden elektrifierades Lesjöfors sedan en högspäningsledningen tagits i bruk 1914.
Kungl Patent- och Registreringsverkets förteckning över Svenska Järnstämplar har för Lesjöfors Bruk 22 stämplar. Alla produkter från Lesjöfors Bruk var försedda med denna stämpel. Stämplarna är kopplade till produkter från olika produktionsprocesser och produktionslinjer. Några kan nämnas (stämpel 1417) av ålder, huvudstämpel för stångjärn och järnmanufaktur (1418) 1834, huvudstämpel för stångjärn Lancashiresmide? (1419) 1834 huvudstämpel för stångjärn (1420) 1852 huvudstämpel för stångjärn (1421) 1849 huvudstämpel för brännstål (1422) 1850 huvudstämpel för järntillverkningen (1423) 1850 huvudstämpel för järntillverkningen (1424) 1881 huvudstämpel för järntillverkningen (1425) 1881 huvudstämpel för järntillverkningen (1426) 1857 huvud- och b-stål(?) för stångjärn och järnmanufaktur (1427) 1845 B stål för brännstål samt ytterligare fram till 1905. Av stämplarnas antal och information från ekonomi i bruksarkivet framgår den omfattande produktionen. (Svenska Järnstämplar 1907).

### Lesjöfors under De Geer
Efter olika ägarna blev Gerard De Geer disponent vid Lesjöfors bruk 1926 efter en sejour vid bruket under 1922. En kort tid efter ankomsten till Lesjöfors köpte han aktiemajoriteten i företaget, och ett nedgånget bruk utvecklades till ett högmodernt företag. De första åren handlade om att rädda bolaget från konkurs vilket bland annat föranledde försäljningen av gruvan i Långban 1927. Försäljningen av skog till Katrinefors AB halverade brukets skogsarealer. Bruket lade även verksamheterna i Rämmens bruk, Oforsen och Liljendal ner där 100-tals arbetade. Situationen förbättrades men 1931–1932 följde en ny allvarlig kris med stora förluster. Lesjöfors klarade sig igenom krisen och under 1930-talet kunde en investeringsplan genomföras. Kunder för bruket var bland annat Bofors, Smedjebacken och Hellefors.
Under perioden utvecklades det moderna Lesjöfors där Gerard de Geer spelade en viktig roll. Bruket Lesjöfors skapade ett mönstersamhälle som kretsade kring företaget. Bland annat finansierade bolaget bandylaget Lesjöfors IF som spelade i bandyns högstadivision. Typiskt för Lesjöfors var De Geers samarbete med facket och en hög facklig representation i bolagsstyrelsen. Än mer känt är De Geer och brukets engagemang för Lesjöfors IF:s bandylag. Lesjöfors AB engagerade sig på allvar i bandyn från 1948 då bolaget såg till att en ny bandyplan med elljus anlades, klassiska "Sahara". De Geer, som varit engagerad inom föreningen sedan 1920-talet, blev känd som bandybaronen och laget som "Bandybaronerna". 1948 började också personaltidningen "Slaggstänk" ges ut.
1952 tog sonen Lars De Geer över chefskapet för Lesjöfors AB och var disponent för Lesjöfors AB 1952-1978. Under hans ledning gjordes flera satsningar, bland annat en ny elektrisk ljusbågsugn som togs i bruk 1954 och en bladfjädersmedja (1961), linslageri (1961) och 25-tons elstålugn (1963). Lesjöfors köper även upp företag under perioden: AB Svenska Spiralfabriken köps 1955 och Årnäs bruk 1959. Kring 1960 bestod järnverket i Lesjöfors av elektrostålverk, varmvalsverk samt smedja. Här tillverkades stångstål, fjäderstål och manufaktursmide. Bolaget tillverkade bladfjädrar, spiralfjädrar, harvfjädrar och buffertfjädrar. Fjädrarna användes bland annat till lastbilar och tåg samt järnvägsutrustning. Bolagets specialité var fjädrar för att förbinda järnvägsräls. 800 personer arbetade vid bruket i Lesjöfors och ytterligare 200 i hela koncernen.
Bolaget utökar sin internationella närvaro med bolaget Lesteel Spring Company i Krugersdorp i Sydafrika (1958) och Swedish Wire Corporation i USA (1965 tillsammans med Gunnebo). Lesjöfors AB köpte industribyggnader i Fredriksberg av Billerudkoncernen 1968. Med hjälp av statliga subventioner skapades olika kortvariga ersättningsindustrier av både Lesjöfors och andra aktörer. Skruvfjädrar tillverkades fram tills Lesjöfors AB gick i konkurs.

### Stålkrisen och nedläggningen

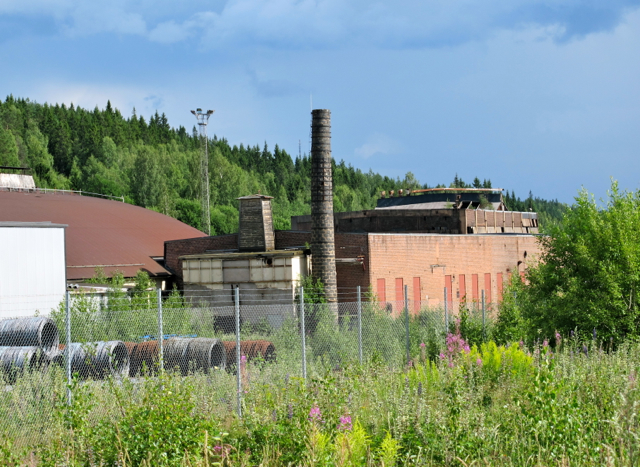
Bruket i Lesjöfors som lades ned 1985.

Företagets dominerande ägare var familjen de Geer. Gerard De Geer överlät aktier till barn och barnbarn 1935. Under 1960-talet sålde han samt döttrarna Margareta Bernström och Louise Ekman och deras aktierna till Lars De Geer – som i sin tur sålde en minoritetsandel av bolaget till den tyska stålkoncernen Hoesch AG 1972. Familjen De Geer ansåg att bruket behövde en samarbetspartner för att kunna överleva. Hoesch sålde i slutet av 1970-talet sina aktier i Lesjöfors. Under 1970-talet följde nya satsningar med en ny valsverkshall samt stränggjutningsanläggningen som byggdes ut. En viktig kund för Lesjöfors var Volvo dit Lesjöfors levererade parabelfjädrar. Bladfjädrar levererades till Scania-Vabis. Lars De Geers son Gerard De Geer var VD för bolaget från 1978 sedan fadern blivit försvarsminister.
I maj 1982 ställde bolaget in betalningarna och bolaget sattes under rekonstruktion. Bolaget blev ett löntagarägt företag sedan anställda gått in och köpt aktier. Även staten, kommuner där Lesjöfors hade verksamhet och kyrkan gick in med ekonomiska bidrag i bolaget. Familjen De Geer sålde bolaget för en krona. Samtidigt köpte den tidigare disponenten Lars De Geer upp delar av bolaget och bildade de nya bolagen Lesjöforstråd AB och Lesjöfors Kraft AB. Gerard De Geer fortsatte som VD även i det nya bolaget fram till 1984. Lesjöfors AB gick i slutlig konkurs 1985, efter att ha inställt betalningarna i en första omgång 1982. Delar av verksamheten som omfattar tillverkning av fjädrar till fordon har fortsatt i form av Lesjöfors fjädrar.
Lesjöfors köptes 1989 av Beijer Alma, drivs idag under namnet Lesjöfors fjäder och har sedan dess expanderat genom företagsköp utomlands.